# Gaj, Šmarje pri Jelšah
Gaj je naselje v Občini Šmarje pri Jelšah.